# 竹田真砂子
竹田 真砂子（たけだ まさこ、1938年3月21日 - ）は、日本の小説家。本名、川俣昌子。時代小説を得意とする。

## 来歴・人物
東京都神楽坂出身。法政大学文学部教育学科卒。1982年『十六夜に』で第61回オール讀物新人賞、2003年『白春』で第9回中山義秀文学賞、2011年『あとより恋の責めくれば－御家人南畝先生』で第30回新田次郎文学賞を受賞した。また、邦楽を軸にした舞台作品も多く、国立劇場、新橋演舞場、紀尾井ホールなどで上演されている。舞踊詞として作られた「蛍」はその後コンサートホールなどで演奏され、CD「今藤政太郎作品集1」に収録されている。
2007年から2017年まで中山義秀文学賞選考委員を務めた。

## 著書
- 『写真芸者小とみ』講談社 1985
- 『鏡花幻想』講談社 1989 のち文庫
- 『信玄公ご息女の事につき』新潮社(新潮書下ろし時代小説) 1990
- 『雪の降る音』白水社(物語の王国) 1991
- 『三千世界の烏を殺し 高杉晋作と妻政子』祥伝社 1991 「志士の女」文庫
- 『雷鳴の中で 小説・曾我兄弟』講談社 1992
- 『花は橘』集英社 1992 「小説・十五世羽左衛門」文庫 市村羽左衛門 (15代目)
- 『牛込御門余時』集英社 1996 のち文庫（短編集）
- 『宵の夢』文藝春秋 1997
- 『七代目』集英社 1998 市川海老蔵 (7代目)が登場する表題作ほかの短編集
- 『歌舞伎ます』学陽書房 1998
- 『浄瑠璃坂の討入り 忠臣蔵への道』集英社 1999 (浄瑠璃坂の仇討)
- 『白春』集英社 2002　(小野寺十内)
- 『桂昌院 藤原宗子』集英社 2007
- 『あとより恋の責めくれば 御家人南畝先生』集英社 2010 のち文庫
- 『美しき身辺整理』新潮社　2010 のち文庫

## 主な舞台台本
- 邦楽劇「春琴抄」「荒絹」
- 舞踊詞「蚊」「大老」
- 舞踊劇「花繋ぎ」「千姫夢幻」など
- 2006年、京都「鴨川をどり」脚本。
- 松任市（現、白山市）「加賀の千代女」を題材に、舞踊詞「のちの月」脚本演出。
- 北陸中日新聞（中日新聞北陸本社）主催「日本海文学大賞」選考委員。
- 独立行政法人 日本芸術文化振興会（国立劇場）主催、歌舞伎脚本公募作品選考会委員。